# 2 Chainz
Tauheed K. Epps (College Park, Georgia, 12 de septiembre de 1977) conocido bajo su nombre artístico 2 Chainz (anteriormente Tity Boi), es un rapero, compositor y deportista estadounidense.

## Biografía
Su comienzo profesional, el cual empezó a ganar fama siendo miembro del grupo de hip-hop sureño Playaz Circle, junto a Dolla Boy. Luego comenzó a grabar para el sello discográfico Def Jam Records.
Entre 1995 y 1997, antes de desarrollar su carrera como músico, Epps jugó al baloncesto en la posición de alero para los Alabama State Hornets, un equipo que forma parte de la Southwestern Athletic Conference de la División I de la NCAA. Promedió 2.6 puntos y 1.6 rebotes por partido en 35 juegos.
El origen de su nombre tiene un doble significado. Por un lado, hace referencia a una Segunda Oportunidad «Chance» (cuya traducción al español es «Oportunidad»), Epps declara que «2 Chainz» es su segunda oportunidad. Y por otro lado, el origen del dígito surge a raíz de la fotografía de su anuario de 8° grado donde se muestra con Dos Cadenas (la traducción de «Cadenas» al inglés es «Chains»). De ahí el nombre 2 Chainz.

## Discografía
Álbumes de estudio
- Based on a T.R.U. Story (2012)[4]
- B.O.A.T.S II: Me Time (2013)
- Collegrove (Ft. Lil Wayne) (2016)
- Pretty Girls Like Trap Music  (2017)
- Rap or Go to the League (2019)
- So Help Me God (2020)
- Dope Don't Self Itself (2022)

Mixtapes
- Me Against the World (2007)
- Trap-A-Velli (2009)
- All Ice on Me (2009)
- Me Against the World 2: Codeine Withdrawal (2010)
- Trap-A-Velli 2: (The Residue) (2010)
- Codeine Cowboy (A 2 Chainz Collective) (2011)
- T.R.U. REALigion (2011)
- TrapAVelli Tre' (2015)
- Daniel son; The Necklace don (2016)
- Hibachi For Lunch (2016)